# Уэйтосостли

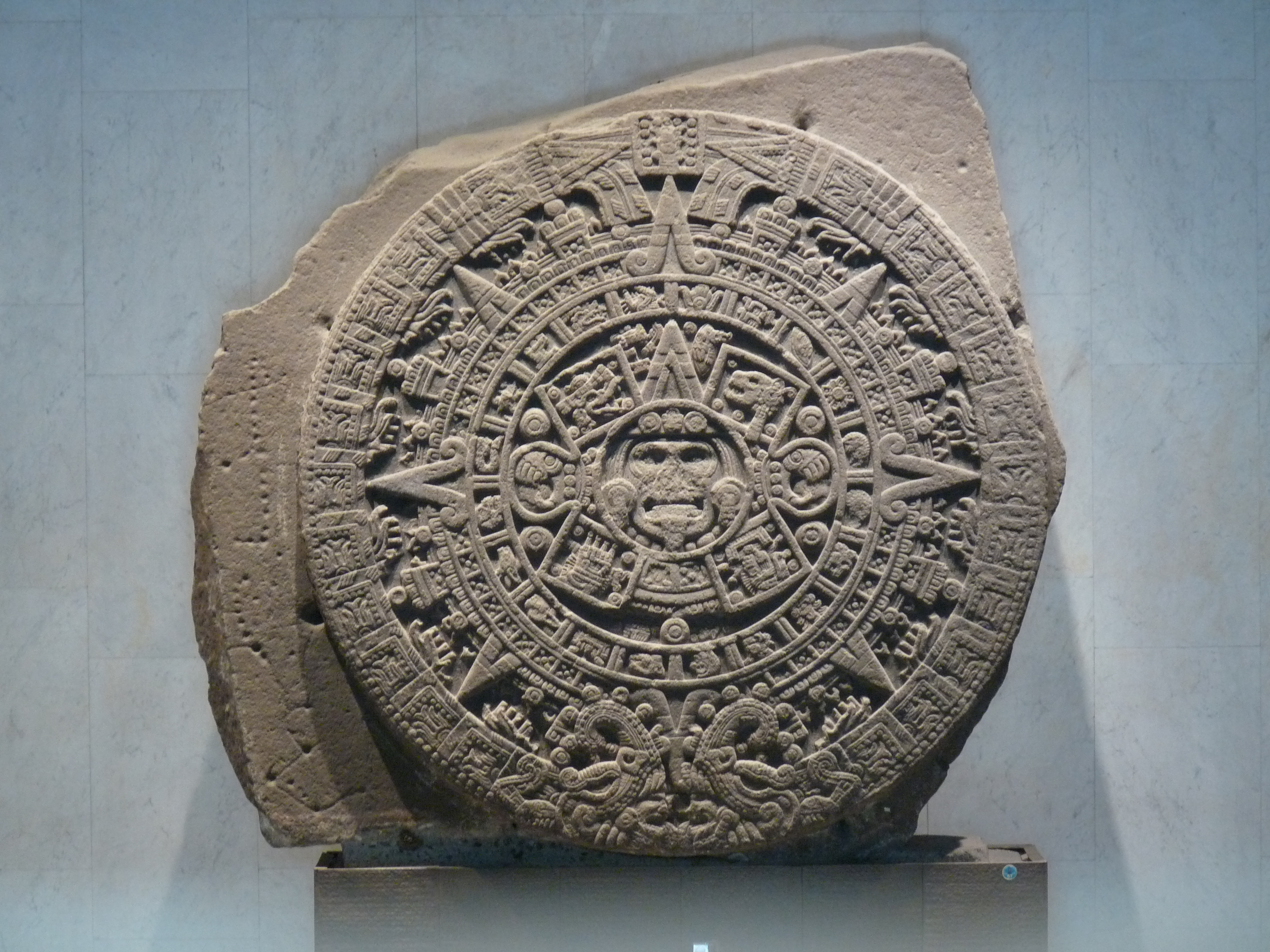
Монолит Камня Солнца, также называемый Календарём ацтеков (Национальный музей антропологии и истории, Мехико)

Уэйтосостли (аст. Hueyitozoztli, в переводе: «Большое бдение») — четвёртый двадцатидневный месяц («вейнтена») ацтекского календаря шиупоуалли. Существуют два исследования, проведённые разными одинаково признанными авторами, которые расходятся в вопросе относительно его местонахождения в календаре: согласно Диего Дурану, Уэйтосостли эквивалентен периоду с 30 апреля по 19 мая, а Бернардино де Саагун определяет его с 3 по 22 апреля. Однако самое последнее исследование, подтверждённое Национальным институтом антропологии и истории (INAH), помещает его с 14 апреля по 3 мая по юлианскому календарю, что эквивалентно периоду с 24 апреля по 13 мая по григорианскому календарю.
Уэйтосостли также является одноимённым названием для праздника ацтеков, проводившегося в этом месяце, праздник был посвящён божествам Тлалоку, Сентеотлю и Чикомекоатль, влиявшим на урожай. Ритуалы включали в себя  жертвоприношение девушки. Жертвоприношения совершались на горе Тлалока, а также в специально отведённом месте на озере Тескоко. Богам подносили кукурузу и фрукты. Проводились ритуалы, посвящённые женщинам, умершим при родах. Церемонии очищения совершались от имени духов усопших женщин.

## Календарь
Календарь ацтеков состоял из двух циклов: шиупоуалли (аст. xiuhpohualli, что значит «счёт лет», соответствует хаабу у майя) и ритуального 260-дневного тональпоуалли (аст. tonalpohualli, что значит «счёт дней» или «счёт судеб», соответствует цолькину у майя). Шиупоуалли и тональпоуалли совпадали каждые 52 года, образуя так называемый «век», называвшийся «Новым Огнём». Ацтеки верили, что в конце каждого такого 52-летнего цикла миру угрожает опасность быть уничтоженным, поэтому начало нового ознаменовывалось особыми торжествами. Сто «веков», в свою очередь, составляли 5200-летнюю эру, называвшуюся «Солнцем».
365-дневный шиупоуалли состоял из 18 двадцатидневных «месяцев» (или veintenas) плюс дополнительные 5 дней в конце года. В некоторых описаниях календаря ацтеков говорится, что он также включал високосный год, который позволял календарному циклу оставаться в соответствии с одними и теми же аграрными циклами из года в год. Но в других описаниях говорится, что високосный год был неизвестен ацтекам, и что соотношение месяцев и астрономического года со временем менялось.